# إيفيلين هيل
إيفيلين هيل (18 أبريل 1907 - 25 أكتوبر 1953 في المملكة المتحدة) (بالإنجليزية: Evelyn Hill)‏ هو لاعب كريكت بريطاني (وحمل سابقاً جنسية المملكة المتحدة لبريطانيا العظمى وأيرلندا). لعب مع نادي مقاطعة سومرست للكريكت ‏.